# 肖劲光大将
《肖劲光大将》，中国大陆电视剧，导演高狄，主演张治中、王霙、郭伟华、王伍福。

## 剧情
该剧从1920年萧劲光参加革命开始到林彪坠机蒙古国、邓小平复出结束，讲述了萧劲光戎马一生。

## 演出
| 演员   | 角色   | 备注 |
| 张治中 | 萧劲光 |      |
| 王霙   | 毛泽东 |      |
| 郭伟华 | 周恩来 |      |
| 王伍福 | 朱德   |      |

## 制作
该剧是“纪念萧劲光诞辰100周年”的献礼剧。